# Andrzej Seremet

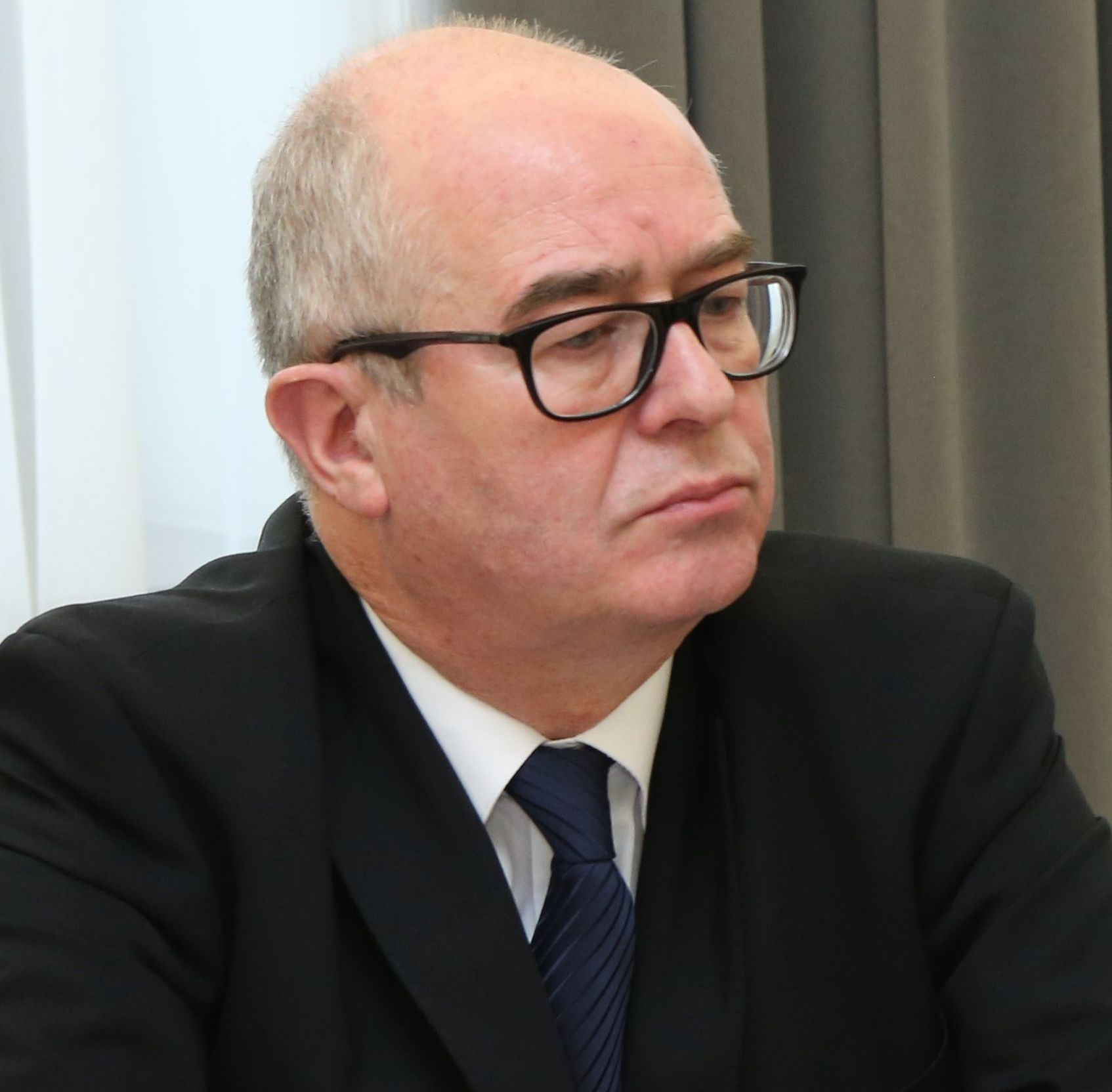
Andrzej Seremet (2014)

Andrzej Seremet (* 10. November 1959 in Radłów) ist ein polnischer Jurist und seit dem 31. März 2010 Generalstaatsanwalt Polens.
Seremet studierte bis 1983 Rechtswissenschaft an der Jagiellonen-Universität in Krakau. Anschließend war er bis 1985 Referendar am Gericht der Wojewodschaft Tarnów. Von 1986 bis 1987 war er Assessor und von Juli 1987 bis Dezember 1990 Richter am Regionsgericht Tarnóws. 1990 wechselte Seremet an das Wojewodschaftsgericht Tarnów, bevor er im März 1991 zurücktrat, um Freunde und Verwandte in den Vereinigten Staaten zu besuchen. Im März 1993 wurde er erneut Richter am Wojewodschaftsgericht. Vom April bis Juni 1996 war er an das Appellationsgericht in Krakau delegiert, an dem er ab März 1997 dauerhaft als Richter tätig war. Ab 2001 war Seremet dort stellvertretender Disziplinaranwalt (polnisch Rzecznik Dyscypliny). 2008 wurde er mehrfach an den Obersten Gerichtshof Polens (polnisch Sąd Najwyższy) abgeordnet. Staatspräsident Lech Kaczyński ernannte ihn im März 2010 zum Generalstaatsanwalt Polens, Gegenkandidat war Edward Zalewski. Seremet trat seine sechsjährige Amtszeit am 31. März 2010 an. Er wurde damit der erste Generalstaatsanwalt Polens seit 20 Jahren; bisher hatte der jeweilige Justizminister diese Aufgabe wahrgenommen.